# Шермарк, Абдирашид Али
Абдирашид Али Шермарк (сомал. Cabdirashiid Cali Sharmaarke, араб. عبد الرشيد علي شارماركي‎; 10 ноября 1919, Харардхир, Мудуг, Итальянское Сомали — 15 октября 1969, Ласъанод, Сомали), также известен как Абдирашид Шермарк — сомалийский государственный деятель, президент Сомали (1967—1969), премьер-министр Сомали (1960—1964).

## Биография
Родился в 1919 году в небольшом городе Харадхир. Его отец происходил из клана Маджиртин Осман Мохамуд, его мать — из клана хабар гидир.
В 1936 году получил базовое исламское образование, после чего стал торговцем, позже работал на государственной службе итальянской колониальной администрации. С момента основания в 1943 году вступил в Сомалийскую молодёжную лигу (СМЛ), первую политическую партию в Сомали. В период Второй мировой войны с 1944 года работал в британской колониальной администрации.
Окончил административную школу и Высшую школу экономики и права в Могадишо. Получив стипендию, в 1958 году окончил юридический факультет Римского университета Сапиенца по специальности «политология». В 1959 году был избран в законодательное собрание Подопечной территории Сомали.
После провозглашения независимости Сомали 1 июля 1960 года после отставки Мохамеда Хаджи Ибрагима Эгаля президентом Аденом Абдуллой Османом Дааром был назначен на должность премьер-министра коалиционного правительства и оставался на этом посту до марта 1964 года.
В 1961 и 1963 годах во главе правительственных делегаций Сомали посещал Советский Союз. Во время визита было подписано соглашение об экономическом и техническом сотрудничестве. Договор предусматривал оказание Советским Союзом помощи в развитии сельского хозяйства и пищевой промышленности, строительстве водохранилища, морского порта, проведении геолого-поисковых работ на олово и свинец, бурении скважин на воду.
В 1964—1967 годах отвечал за пограничную войну с тогдашней прозападной Эфиопией вокруг населённого сомалийцами района Огаден.
В 1967 году возглавил военный переворот против президента Даара, после его свержения Шермарк занял пост главы государства и был приведён к присяге 10 июня того же года.
Его сын, Омар Абдирашид Али Шермарк, был премьер-министром Переходного федерального правительства Сомали в 2009—2010 и премьер-министром Федерального правительства Сомали в 2014—2017 годах.

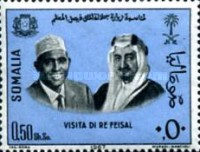
Марка с Абдирашидом Али Шермарком и королём Саудовской Аравии Фейсалом, 1967 год

## Покушения и убийство
В 1968 году Шармарке чудом удалось избежать покушения. Граната взорвалась возле машины, на которой его везли из аэропорта, однако убить его не удалось.
15 октября 1969 года во время официального визита в северный город Ласъанод Шермарк был застрелен полицейским (по другой версии — телохранителем). На дежурстве возле гостиницы, где остановился президент, офицер выстрелил из автомата с близкого расстояния, мгновенно убив Шармарке. Наблюдатели предположили, что убийство было совершено по личным, а не политическим мотивам.
Вслед за его убийством последовал военный переворот 21 октября 1969 года (на следующий день после его похорон), в ходе которого сомалийская армия захватила власть, не столкнувшись с вооружённым противодействием, по сути, совершив бескровный захват. Переворот который возглавил генерал-майор Мохамед Сиад Барре, в то время командующий армией.